# Pierre Billaux
 (décembre 2019).
 (décembre 2019).
Pierre Billaux, né le 3 juillet 1925 à Trun et mort le 28 décembre 2018 à Chambois, à l’âge de 93 ans, est un résistant français.
Déporté pour faits de Résistance pendant la Seconde Guerre mondiale, il reçoit l'insigne de chevalier de la Légion d'honneur en 2015.
Pierre Billaux est un des mentors du philosophe Michel Onfray.

## Biographie
Issu d’une famille de condition sociale très modeste, il est le deuxième d'une fratrie de trois enfants. À 14 ans, il est pris en apprentissage par des amis de la famille dans un salon de coiffure à Chambois (Orne).
Pendant la Seconde Guerre mondiale, l'occupation par l'armée allemande devient vite pour lui synonyme de contraintes et d’entrave à la liberté. C’est en écoutant Radio-Londres que Pierre Billaux fait définitivement le choix de l’insoumission et de la désobéissance. Ses premiers actes de résistance sont d'abord symboliques, bien que risqués : tracer des croix de Lorraine sur les murs, déposer une gerbe au monument aux morts le 14 juillet.
Un ancien camarade d’école présente Pierre Billaux à son père, René Sénaque, électricien à Trun, qui avait fondé en 1943 le groupe « Vengeance » au sein de la Résistance intérieure française. L’objectif de ce groupe, en plus de fournir de fausses cartes d’identité et de travail aux réfractaires du service du travail obligatoire (STO) et de distribuer le journal clandestin « Défense de la France », est de former des petites unités de combats qui doivent être opérationnelles pour le Jour J. Au cours de séances d’entraînement, Pierre Billaux apprend le maniement de la mitraillette Sten et le lancer de grenades.
À Chambois, ces activités ne passent pas inaperçues et une liste de noms est livrée à la Gestapo. Le 3 mai 1944, les soldats de la Waffen-SS bouclent les villages de Chambois et Fel et procèdent à des arrestations. Christian Echivard, 29 ans, clerc de notaire, un des responsables du groupe de résistants de Chambois, est abattu dans un chemin d’une balle dans le dos alors qu’il tentait de fuir son domicile. Sept autres personnes sont arrêtées, dont Pierre Billaux.
Après de sévères fouilles à la Kommandantur, des matraquages dans un salon du château de Chambois, les captifs sont transférés à la prison d’Alençon. C’est là que Pierre Billaux dit avoir rencontré des personnes de tous âges et de toutes conditions, des courageux qui lui ont donné envie de leur ressembler, comme le Docteur Roger Cornu, mais aussi des pleutres qui étaient prêts à toutes les bassesses pour être relâchés. Dans ses témoignages d’après-guerre, Pierre Billaux dira que ces exemples et contre-exemples l’ont aidé à garder une attitude digne dans les situations difficiles qu’il a connues au long de son internement et de sa déportation.
Le 28 juillet 1944, Pierre Billaux est envoyé au camp de concentration de Neuengamme, après un long voyage en train à 70 ou 80 dans des wagons à bestiaux, en passant par le camp de transit de Compiègne. À Neuengamme, il travaille d'abord aux glaisières, puis est transféré au camp extérieur de Brême-Blumenthal, le Kommando de Blumenthal. Ses témoignages racontent la vie au camp particulièrement inhumaine. La force brutale, l’arbitraire et le mépris de l’homme sont les règles imposées par les Nazis. Il raconte souvent avoir trouvé la force de rester digne par la camaraderie, et que les liens fraternels qu’il a noués sont l’aspect le plus positif de sa déportation.

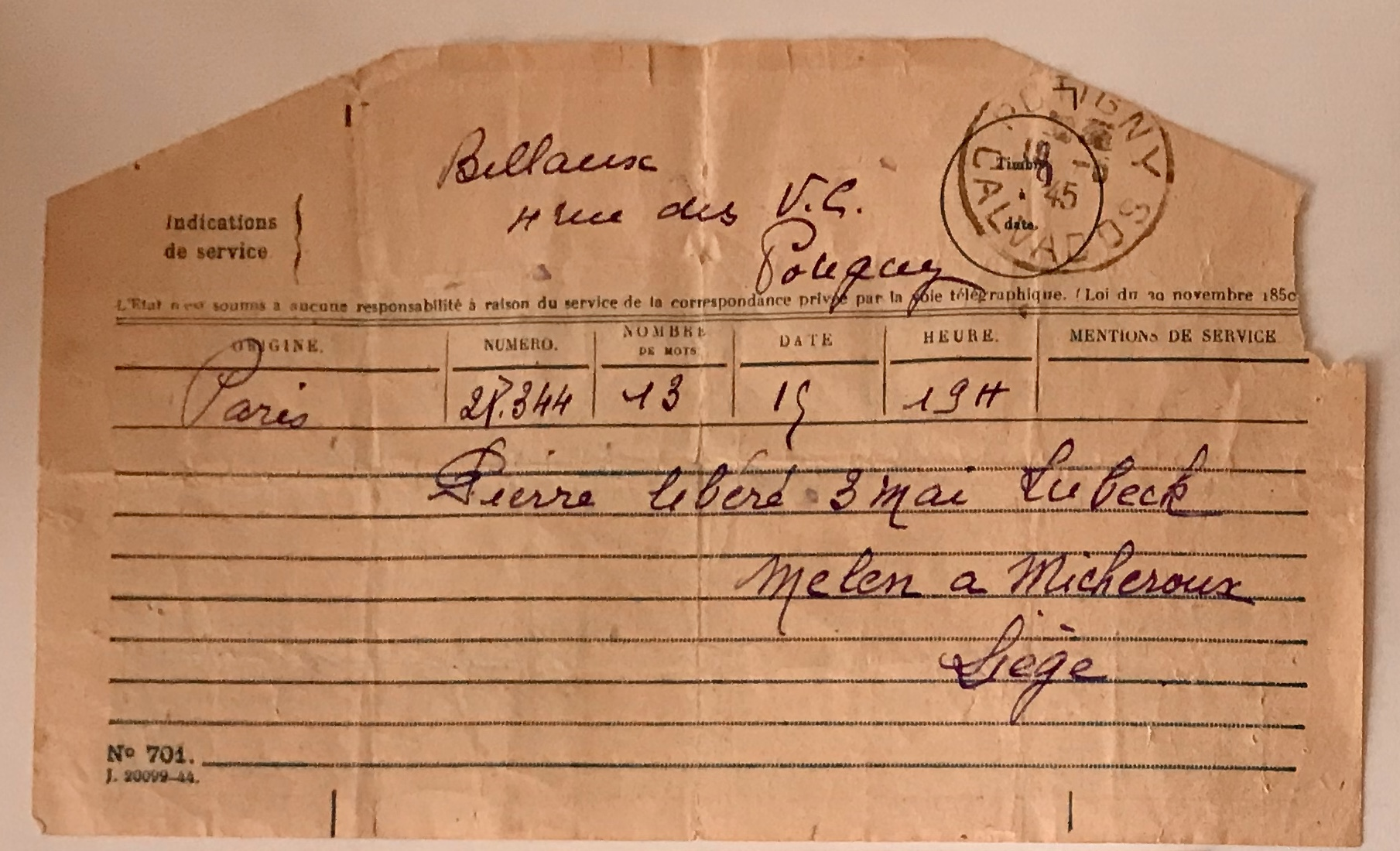
Télégramme annonçant la libération de Pierre Billaux le 8 mai 1945 à Lübeck (Allemagne), envoyé par un ami depuis Liège (Belgique).

L'enfer ne se termine pas avec la libération du camp de Neuengamme, les Nazis ayant imaginé l’un des plans les plus machiavéliques de cette fin de guerre. Quelques jours avant la libération du camp par les Anglais le 4 mai 1945, tous les déportés survivants du camp sont amenés par les Nazis jusqu’au port de Lübeck et répartis au fond des cales de trois bateaux : 6 000 sur le paquebot de luxe allemand Cap Arcona, 2 000 sur le Thielbek et 2 000 sur l’Athen. D’abord mis sur le Cap Arcona, Pierre Billaux est finalement placé dans la cale de l’Athen. Les bateaux battent ostensiblement le pavillon à croix gammée nazie laissant croire aux Alliés qu’ils sont remplis de dignitaires nazis prêts à fuir pour la Norvège. L’attaque de l’aviation anglaise, espérée par les Nazis, a lieu le 3 mai 1945 vers 14h30, faisant 5 500 morts sur le Cap Arcona et 2 000 morts sur le Thilbeck ; l’Athen n’est pas touché.
Sauf, mais dans un état d'extrême faiblesse, Pierre Billaux rejoint Caen, qu’il trouve complètement détruite, puis Potigny, seule ville de la région épargnée par les bombardements.
Sans nouvelle de sa famille pendant un an, elle-même sans nouvelle de Pierre, sauf par un télégramme d’un ami les prévenant de sa libération, Pierre Billaux met longtemps à se remettre, soigné par le médecin de la mine.
De retour à Chambois, dévastée par les derniers combats de la bataille de Normandie, Pierre Billaux reprend son travail de coiffeur. Il retrouve aussi celle qui sera le grand amour de sa vie, Paulette. Paulette et Pierre se marient le 13 septembre 1947 à Chambois. Plus de 71 ans de vie commune s’ensuivront.
Pierre Billaux reprend le salon de coiffure de ses anciens patrons en 1947, qu’il ne le quitte que le 31 décembre 1985 pour prendre sa retraite.
En 1949, atteint par la tuberculose, il doit fermer son salon pendant plusieurs mois. La déportation a aussi marqué à tout jamais les engagements qui jalonnèrent sa vie. Dans les camps il dit avoir pris conscience que le système concentrationnaire n’était pas un accident de l’histoire, mais le produit d’une idéologie malfaisante. Si la politique lui avait été étrangère dans sa jeunesse, il s’y ouvre à son retour. Il admire le général de Gaulle mais des lectures et des rencontres l’orientent vers un autre bord. La guerre froide a pour effet de parachever une scission dans le monde de la déportation. Pierre Billaux adhère à la FNDIRP, mais il reproche très vite à la Fédération de ne pas manifester une réelle volonté de lutter partout dans le monde contre la prison, la torture et les camps. Considérant qu’un ancien déporté-résistant doit s’engager plus que d’autres pour la défense des droits de l’homme, il adhère à Amnesty International en participant à la création du groupe Amnesty international d’Argentan, et en devenant un des piliers de ce groupe.
Désireux d’être d’une autre manière en prise avec le monde actuel il rejoint le mouvement alter mondialiste ATTAC.
Voyant ressurgir des idées malfaisantes qu’il croyait bannies à jamais, il s’engage dans un militantisme actif auprès de la jeunesse des établissements scolaires en venant y témoigner de son expérience, invitant à la vigilance. Il est également membre du jury du concours départemental de la résistance.
Pierre Billaux est un agitateur d’idées, obligeant chacun à la réflexion et à porter un regard critique sur les choses de la vie. Il voit naître et grandir Michel Onfray et entretient avec lui, au temps de son adolescence, et au-delà, des conversations qui marquent le philosophe.
Sur le plan local, il s'investit longtemps dans la vie de sa commune Chambois : au comité des fêtes, au conseil municipal, à la présidence du syndicat d’initiative. Dans le même temps, il se plonge dans l’histoire du village et devient en quelque sorte son historien. À cette occasion, il se lie d'amitié avec de nombreux descendants québécois d'Étienne de Lessard, venus en visite à Chambois sur les traces de leur ancêtre.

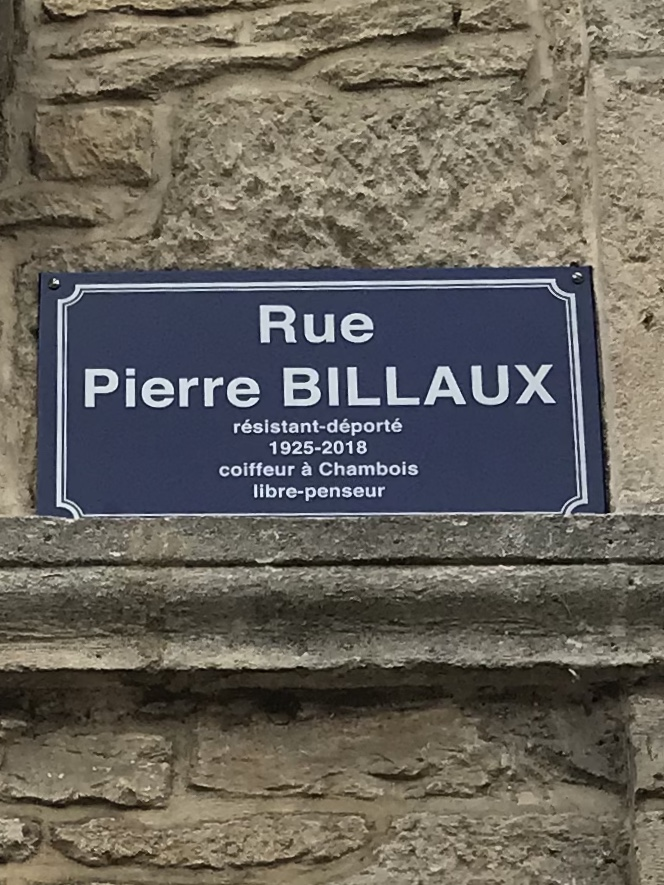
Plaque Rue Pierre-Billaux, à Trun (Orne)

Pierre Billaux est décoré de la médaille de la Résistance française en 1946. Après avoir refusé la Légion d’honneur dans les années 1960, indigné par la remise de cette distinction au tortionnaire de Maurice Audin, jeune professeur qui enseignait à Alger, les proches de Pierre Billaux le convainquent finalement et c’est Madame Françoise Comte, grande Résistante elle aussi, déportée à 16 ans à Ravensbruck, qui lui a remis les insignes de chevalier le 17 janvier 2015. (Extrait du texte de l'éloge funèbre écrit et prononcé par Jacques Prigent lors des obsèques de Pierre Billaux).
Depuis août 2019, une rue de Trun, sa ville natale, porte son nom, inaugurée par son ami Jacques Prigent, maire de Trun, en présence de nombreux amis dont Michel Onfray.

## Citations
« Pierre qui fut un résistant, un vrai, un authentique, un qui mérite véritablement l’épithète, n’a jamais donné dans les logiques de l’Ancien combattant arborant ses états de service. Il n’a jamais cru que son passé de déporté lui donnait des droits ; au contraire, il en a conclu qu’il exigeait de lui des devoirs. Notamment celui de lutter pour ce qui fut vraiment une barbarie ne recommence pas. »

— Michel Onfray (préface Mener une vie de gauche, Le miroir aux alouettes : Principes d'athéisme social, Plon, 2016)

« En somme, ma vie fut toute simple, faite de travail, de beaucoup d’amour et d’amitié partagée, de rencontres multiples et enrichissantes, et d’engagements. La seule chose qui me rend amer est que l’état du monde est loin de ressembler à celui que j’espérais après la victoire de 1945 et que le cri « Plus jamais ça », lancé par les Déportés, se soit si souvent perdu dans les sables au cours de toutes ces décennies. Mais conservons malgré tout l’espoir et, autant que faire se peut, la faculté d’indignation et aussi celle d’émerveillement. 
Finalement, la vie est une belle aventure. »

— Pierre Billaux (Elles et Eux et la déportation, Éditions Tirésias, 2005)

## Distinctions
- Chevalier de la Légion d'honneur (2015)
- Médaille de la Résistance française (24 avril 1946)[2]